# ماكسيم المداوروشي
ماكسيم المادوري (بالفرنسية: Maxime de Madaure)‏ من مواليد مادور (مداوروش حاليا) بقطاع نوميديا الروماني متحدث لاتيني وقواعدي من أصل بربري توفى نهاية القرن الرابع ميلادي كان أستاذا وصديقا للقديس أوغسطين الذي تتلمذ على يده في مدارس طاغاست (بنوميديا) سوق أهراس حاليا بالجزائر.

## تاريخ
ماكسيم المادوري او ماكسيميليان كان محام كبير ونابغة من مؤسسي قواعد اللغة اللاتينية ومن هنا جاء لقبه الثاني مكسيموس النحوي.
كان ماكسيم صديق عائلة أوغسطين حيث ولد نحو 320 إلى 325 بعد ميلاد المسيح في طاغاست وتوفي في 411 في مسقط رأسه بمادور
كان سيد البلاغة ومعلما للطالب اللامع أوغسطين في مدرسة الخطابة لمادور. حيث نظر اليه نضرة المعلم لتلميذه لما رأى فية من امكانيات.
في عام 404 أرسل ماكسيم في رسالته إلى تلميذه السابق أوغسطينوس الكثير من الخطابات الغنية التي تحمل بين طياتها صراعه العقائدي، لاطالما أعجب ماكسيم بالتفوق الفكري لطفل مونيكا وقدرة العالية للبلاغة والخطابة ووصفه أفضل تلاميذه على الاطلاق .
كان ماكسيم وثنيا مقتنعا ولم يعترف بالمسيحية لنهاية حياته أدى هاذا بأوغسطين بكل ما يحمله من فن الخطابة الى مهاجمته علنا ولكن مع الكثير من الاحترام لمعلمه الاسبق.
ذكر فولتير بشكل خيالي ماكسيم دي مادور في حواره بين Sophronime و Adélos